# بركان عليد
عَلِيد (ዓሊድ) بركان طبقي يقع في منطقة شمال البحر الأحمر بإرتريا في منخفض داناكيل. يبلغ إرتفاع القمة من قاعدتها 904 مترا. تم تحديد أحدث نشاط للبركان في عام 1928، عندما أطلق الدخان. إنه بركان كبير يقع في الساحل الشرقي الشمالي.